# Décès en 1222
Décès
- 1218
- 1219
- 1220
- 1221
- 1222
- 1223
- 1224
- 1225
- 1226

Cette page dresse une liste de personnalités mortes au cours de l'année 1222 :
- 22 janvier : Hervé IV de Donzy, seigneur de Donzy et comte de Nevers.
- 1er février : Alexis Ier de Trébizonde, premier empereur de Trébizonde.
- 4 février : Guillaume Ier de Hollande,  comte de Hollande.
- 10 mars : Jean Ier de Suède, roi de Suède.
- 23 juin : Constance d'Aragon, reine consort de Hongrie, impératrice du Saint-Empire, reine de Germanie et de Sicile.
- 15 juillet : Guillaume des Roches, seigneur de Longué-Jumelles et de Château-du-Loir, seigneur de Sablé et sénéchal d'Anjou et du Maine pour les sénéchaussées de l'Anjou et les sénéchaussées du Maine.
- août[1] : Théodore Ier Lascaris, empereur byzantin.
- 2 août : Raymond VI, comte de Toulouse.
- 12 août : Vladislav III de Bohême, duc de Bohême et Margrave de Moravie.

- Abû Muhammad `Abd al-Wâhid ben Abî Hafs, premier gouverneur (wali) hafside d'Ifriqiya.
- Richard d’Argences, abbé de la Trinité de Fécamp.
- Bricius de Douglas, évêque de Moray.
- Évrard de Fouilloy, évêque d'Amiens.
- Guy II d'Auvergne, comte d'Auvergne.
- Manuel Ier Saranténos, patriarche de Constantinople résidant à Nicée.
- Al-Sharīshī, écrivain arabe d'Al-Andalus.

## Crédit d'auteurs
- Cet article est partiellement ou en totalité issu de l'article intitulé « 1222 » (voir la liste des auteurs).